# Васілев-Шляхецький
Васілев-Шляхецький (пол. Wasilew Szlachecki) — село в Польщі, у гміні Репки Соколовського повіту Мазовецького воєводства. Населення — 127 осіб (2011).

## Історія
За даними етнографічної експедиції 1869—1870 років під керівництвом Павла Чубинського, у селі Василів переважно проживали римо-католики, меншою мірою — греко-католики, які здебільшого розмовляли українською мовою.
У 1975—1998 роках село належало до Седлецького воєводства.

## Демографія
Демографічна структура станом на 31 березня 2011 року:
|          | Загалом | Допрацездатний вік | Працездатний вік | Постпрацездатний вік |
| -------- | ------- | ------------------ | ---------------- | -------------------- |
| Чоловіки | 61      | 14                 | 39               | 8                    |
| Жінки    | 66      | 13                 | 32               | 21                   |
| Разом    | 127     | 27                 | 71               | 29                   |